# Star Wars: The Empire Strikes Back
Star Wars: The Empire Strikes Back ist ein von Lucasfilm Ltd. lizenziertes Videospiel (Scrolling Shooter) von Parker Brothers aus dem Jahr 1982 für den Atari 2600 und erschien 1983 für Mattels Intellivision. Programmierer war Rex Bradford.
Es war das erste Star-Wars-Videospiel. Hintergrund ist die Schlacht von Hoth (Battle of Hoth) des namensgebenden Science-Fiction-Films Das Imperium schlägt zurück (The Empire Strikes Back) von George Lucas. Das Spiel kann mit einem oder zwei Spielern gespielt werden.

## Spielmechanik
Der Spieler übernimmt die Rolle von Luke Skywalker und steuert einen bewaffneten, fliegenden Schneegleiter (Snowspeeder) der Rebellion, um ebenfalls bewaffnete, vierbeinige Kampfläufer – sogenannte AT-ATs (All Terrain Armored Transporter) – des Galaktischen Imperiums auf dem Eisplanet Hoth zu bekämpfen. Das Ziel des Spiels ist, diese AT-ATs so lange wie möglich aufzuhalten, bevor es ihnen gelingt, den Energiegenerator des Schutzschildes der Echo Basis, den Rebellenstützpunkt zu zerstören. Der Schwierigkeitsgrad ist unterschiedlich und hängt von verschiedenen Variablen ab, wie etwa der Geschwindigkeit der imperialen Läufer, deren Panzerung und deren zusätzlicher zielsuchender Munition, den „Smart Bombs“.
Der Spieler kann diese AT-ATs zerstören, indem er mit den Laserkanonen seines Schneegleiters auf Kopf und Rumpf der Kampfläufer schießt. Auf deren Beine zu schießen ist wirkungslos. Wenn man die AT-ATs beschädigt, wechseln sie als Schadensmodell ihre Farbe von Schwarz (unbeschädigt) über mehrere Farbtöne wie Graugrün, Lila, Rot, Orange und schließlich zu Gelb (schwer beschädigt), wonach er explodiert. Auch kann man die Läufer unabhängig von ihrem Zustand schneller, mit nur einem Schuss zerstören, indem man auf einen von drei zufällig generierten, blinkenden Stellen an den Rümpfen der Läufer schießt, die Schwachstellen in der Panzerung oder offene Waffenschächte darstellen. Für Treffer und Zerstörungen verdient sich der Spieler Punkte. Zusätzlich zum Punktestand ist unten im Bildschirm ein Radarbildschirm eingeblendet, der Kampfläufer und deren Abstand zueinander anzeigt. Wenn man einen Kartenrand erreicht, kommt man an der entgegengesetzten Seite wieder heraus. Man kann auch die Geschwindigkeit seines Gleiters regulieren.
Die Kampfläufer schießen ebenfalls mit Laserkanonen auf den Gleiter, den man steuert. Wenn man getroffen wird, wechselt die Farbe von Schwarz (unbeschädigt) über mehrere Farbtöne wie Graugrün, Lila, Rot, Orange und schließlich zu Gelb (schwer beschädigt), bis er explodiert. Nach drei Treffern wird der Gleiter vernichtet, der Spieler verfügt insgesamt über fünf Gleiter, also fünf Leben. Es ist möglich, die abgefeuerten Schüsse der AT-ATs mit den eigenen Laserstrahlen abzuschießen, um sie so zu neutralisieren. Man kann einen beschädigten Schneegleiter auch in der Landschaft landen, um ihn so automatisch zu reparieren.
In schwierigen Levels sind die Läufer schwer gepanzert, was bewirkt, dass der Gleiter mit den Läufern zusammenstoßen kann, das kann ihn dann im Gegensatz zu vorherigen Levels beschädigen. In anderen Levels verfügen einige AT-ATs ab und zu über Smart Bombs, die von ihnen abgeschossen werden und den Gleiter eine Weile verfolgen. Wenn dieser getroffen wird, explodiert er sofort, anstatt nur Schaden zu nehmen.
Hin und wieder erlangt der Spieler als Bonus „die Macht“ (The Force). Wenn das passiert, leuchtet der Gleiter farbig auf und ist für kurze Zeit unverwundbar. Zudem ist Star-Wars-Musik zu hören.
Das Spiel endet, wenn fünf Schneegleiter – sprich Leben – zerstört wurden, oder wenn einer der AT-ATs die Echo Basis erreicht und zerstört. In diesem Sinne ist das Spiel nicht gewinnbar (wie viele andere Atari-2600-Spiele auch), man kann lediglich Zeit und Punkte gewinnen, indem man sie hinhält und bekämpft. Dabei half der Trick, den jeweils vordersten und letzten Kampfläufer kritisch zu beschädigen (gelbes Schadensmodell), wodurch er und die im gewissen Abstand nachfolgenden AT-ATs langsamer wurden, was dem Spieler mehr Zeit gab, die dazwischenliegenden Läufer (gezielter) anzugreifen. Wenn ein Kampfläufer den äußersten rechten Kartenrand erreicht, ist das Spiel vorbei, da er den Rebellenstützpunkt zerstört.

## Trivia
- Jeff Minter veröffentlichte 1983 mit Attack of the Mutant Camels einen spielmechanischen Klon des Spiels.

## Rezeption
Boris Schneider-Johne bemängelte die Geschwindigkeit der 3D-Grafik und die Spielbalance. Die Zeitschrift Aktueller Software Markt hingegen lobte die technische Qualität. Für Bart Harrison zähle es retrospektiv zu den besseren Atarispielen des Jahrgangs 1982.